# Phyllostachys rivalis
Phyllostachys rivalis là một loài thực vật có hoa trong họ Hòa thảo. Loài này được H.R.Zhao & A.T.Liu miêu tả khoa học đầu tiên năm 1980.